# Bilderbuch (ARD)
Bilderbuch ist eine Dokumentationsreihe der ARD, deren einzelne Sendungen jeweils eine Region, Landschaft oder Stadt in Wort und Bild vorstellen. Sie wurde von 1996 bis 2010 auf Das Erste ausgestrahlt und trug bis 2005 den Titel Bilderbuch Deutschland. Seit 2010 wird sie durch den Rundfunk Berlin-Brandenburg fortgeführt.
Sie wurde seit dem 7. Januar 1996 ausgestrahlt, wobei alle in der ARD zusammengeschlossenen Landesrundfunkanstalten jeweils Sendungen über Gegenden in ihrem eigenen Sendegebiet produzierten. In der ersten Folge wurde vom Bayerischen Rundfunk "Der Watzmann" präsentiert.
Nachdem die wöchentliche Ausstrahlung des Bilderbuchs im Ersten 2010 eingestellt wurde, produziert der RBB weiterhin vereinzelt neue Folgen für das RBB Fernsehen.

## Inhalt
Im Zentrum der Beiträge standen die lokalen Traditionen und Besonderheiten, kulinarischen Spezialitäten, Architektur, Natur und Geschichte(n). Ziel der Serie war die Präsentation eines geografisch abgeschlossenen Gebietes und seiner Natur, Kultur und Persönlichkeiten aus Geschichte und Gegenwart. Der Tenor der Sendungen war dabei überwiegend positiv, nahezu werbend. Probleme wie Arbeitslosigkeit oder öffentliche Finanzen, die sonst die derzeitige öffentliche Diskussion und Berichterstattung dominierten, blieben weitgehend unbehandelt.
Zum zehnjährigen Bestehen der Reihe wurde am 1. Januar 2006 der verkürzte Name Bilderbuch und ein neuer Vorspann eingeführt (erste Sendung damit am 4. Juni 2006 über Weingarten). Seit Januar 2007 (Sendung über Luxemburg) widmen sich einzelne Sendungen auch angrenzenden Regionen in den deutschen Nachbarländern.

## Ausstrahlung
Angestammter Sendetermin war sonntags um 13:45 Uhr im Ersten, sofern keine Sportübertragungen stattfanden. 2010 wurde die Ausstrahlung der Reihe im Ersten nach 14 Jahren eingestellt, da laut ARD die Regionen erschöpfend dargestellt seien. Wiederholungen werden in den Dritten Programmen und in 3sat zu unterschiedlichen Zeiten gesendet.